# Çağatay Ulusoy
Çağatay Ulusoy (pronuncia turca: tʃaːˈtaj uˈɫusoj]) (Istanbul, 23 settembre 1990) è un attore e modello turco, noto per aver recitato in Adını Feriha Koydum, Delibal, Medcezir e The Protector.

## Biografia
Çağatay Ulusoy è cresciuto nel distretto di Küçükçekmece di Istanbul con la madre Aylin, di origine bosniache, suo padre Refiye Ulusoy, appartenente alla minoranza etnica turca in Bulgaria, e il fratello Atalay, minore di otto anni.
La prima esperienza nel mondo dello spettacolo è avvenuta partecipando al video musicale Oldu Mu Yar di Akın, nel 2009. Dopo il diploma Ulusoy si è iscritto alla Facoltà di Scienze Forestali dell'Università di Istanbul, mantenendosi come modello.
Nel 2010 Çağatay Ulusoy ha partecipato a un altro video musicale, Unut onu di İsmi Sina & Maro Lytra; ha inoltre interpretato il ruolo di un uomo con un disturbo paranoide di personalità nel cortometraggio Paranoia. Contestualmente ha ottenuto la parte di un ballerino nel film Recep Ivedik 3. Con la vittoria al concorso Best Model of Turkey la carriera dell'attore ha subito un notevole impulso. In tale circostanza, infatti, gli è stato offerto di recitare come protagonista nella serie televisiva Adını Feriha Koydum accanto a Hazal Kaya. Grazie al ruolo di Emir Sarrafoğlu Ulusoy è diventato popolare in Turchia e all'estero. Nel corso delle riprese della serie, interrotta durante la terza stagione per i bassi ascolti nonostante il successo delle prime due, l'attore è stato scritturato nel cast del film cinematografico Anadolu Kartalları.
Nel 2011 è diventato testimonial del marchio Ramsey. Nel 2014 ha posato in un servizio fotografico per Elle Magazine Turkey con la modella Julie Ordon. Lo stesso anno è stato eletto l'attore più elegante agli Elle Style Awards Elidor 2014 Awards.
Çağatay Ulusoy ha partecipato a due serie televisive ispirate ad altrettante produzioni statunitensi: Medcezir (2013), remake di The O.C.  in cui ha recitato accanto a Serenay Sarıkaya; Içerde (2016), ispirata al film The Departed di Martin Scorsese, in cui interpreta il poliziotto Sarp Yilmaz, infiltrato nella mafia.
Nel 2015 ha recitato con Leyla Lydia Tuğutlu in Delibal, interpretando il ruolo di uno studente di architettura affetto da disturbo bipolare. Nel film Ulusoy ha cantato e suonato diverse canzoni, fra cui il brano originale Mutlu Sonsuz, scritto da Sezen Aksu e composto con Ozan Bayraşa, diventato subito di tendenza sui social network e molto apprezzato dal pubblico. Ulusoy sapeva già suonare la chitarra ma ha dovuto prendere lezioni di batteria dal batterista Serkan Ayman.
Nel 2016 è stato scelto come volto dell'azienda di jeans Colin's, per il quale ha girato uno spot pubblicitario con la supermodella Taylor Marie Hill. A Los Angeles ha girato un cortometraggio sulla vita dei senzatetto, intitolato Home. A capodanno del 2016 è stato l'unica personalità turca a partecipare al pigiama party di Stefano Gabbana a Los Angeles.
Nel marzo 2018 è stato scelto per recitare in The Protector, la prima serie turca originale Netflix, co-prodotta con O3 Medya. La sceneggiatura del primo episodio è stata scritta da Jason Winston George, che ha elogiato l'esibizione dell'attore durante le riprese. La produzione ha ordinato al Museo Madame Tussauds di Istanbul una statua di cera raffigurante Harun Akınc, uno dei due personaggi interpretati da Ulusoy in The Protector.
Nel 2019 ha scritto, diretto e prodotto il cortometraggio Kuş (Birdie), selezionato all'Oxford Film Festival; successivamente è stato accreditato come direttore creativo di Kağıttan hayatlar (Paper Lives), un film prodotto da Netflix Turchia e incentrato sulla storia di un uomo che si guadagna da vivere occupandosi della raccolta dei rifiuti.
Ulusoy è apparso nella serie Menajerimi Ara (2020) interpretando se stesso. Nel 2021 sono iniziate le riprese di Yeşilçam, serie tv che racconta il periodo d'oro dell'industria cinematografica turca, negli anni Sessanta, attraverso gli occhi di un produttore cinematografico interpretato da Ulusoy.
Nel corso delle esperienze professionali, Ulusoy si è formato studiando recitazione con Ayla Algan, con la actor coah Lori Lively (sorella di Blake) e presso l'Accademia 35 Buçuk di Vahide Perçin e Altan Gördüm. 
Ha posato per le edizioni turche di Hello!, Vogue Men, GQ, L'Officiel Hommes Magazine ed Elle.
È stato più volte nominato e premiato per le sue interpretazioni in Adını Feriha Koydum, The Protector, Delibal e Medcezir.

## Vita privata
Çağatay Ulusoy vive tra Zekeriyaköy (Istanbul) e Santa Monica. È legato alla città di Bodrum, dove ha lavorato come cameriere all'età di 16 anni. Sa suonare la chitarra, il pianoforte e la batteria; è appassionato di fotografia, basket e immersioni subacquee.
È molto amico dell'attore Kıvanç Tatlıtuğ, con cui trascorre spesso le vacanze. Dopo tre anni, nel 2021 è terminata la sua relazione con l'attrice Duygu Sarışın, sua partner in İçerde.

## Filmografia

### Attore

#### Cinema
- Recep Ivedik 3, regia di Togan Gökbakar (2010)
- Anadolu Kartalları, regia di Ömer Vargi (2011)
- Delibal, regia di Ali Bilgin (2015)
- Paper Lives (Kagittan Hayatlar), regia di Can Ulkay (2021)
- Un vero gentiluomo (Tam Bir Centilmen) regia di Onur Bilgetay (2024)

#### Televisione
- Adını Feriha Koydum – serie TV (2011-2012)
- Eve Düşen Yıldırım – serie TV (2012)
- Emir'in Yolu – serie TV (2012)
- Medcezir – serie TV (2013-2015)
- İçerde – serie TV (2016-2017)
- The Protector (Hakan: Muhafiz) – serie TV, 32 episodi (2018-2020)
- Menajerimi Ara – serie TV (2020)
- Yesilçam – serie TV (2021)
- Il sarto (Terzi) – serie TV, 23 episodi (2023)
- Kübra – serie TV (2024)
- Gaddar – serie TV (2024)
- Eşref Rüya – serie TV (2025)

#### Cortometraggi
- Paranoia – regia di Ozgur Ozer (2010)
- Gülün Adi – regia di Yakup Merdan (2013)
- Muhabbet Matinesi – regia di Halil Hamevioglu (2013)

#### Video musicali
- Oldu Mu Yar di Akın (2009)
- Unut onu di İsmi Sina & Maro Lytra (2010)

### Regista e sceneggiatore
- Home – cortometraggio (2014)
- Kuş (Birdie) – cortometraggio (2021)

### Produttore e direttore creativo
- Kuş (Birdie) (2021)
- Paper Lives (2021)

## Riconoscimenti
- Digital Arts, Film & Television
  - 2019 – Migliore attore nella sezione digitale per The Protector
  - 2020 – Migliore attore nella sezione digitale-internet per The Protector

- ELLE Style Awards
  - 2014 – Migliore attore per 'Medcezir'

- GQ Awards, India
  - 2019 – Attore dell'anno per The Protector
  - 2019 – Star televisiva dell'anno per The Protector
  - Kemal Sunal Culture and Art Award
  - 2012 – Migliore attore in una serie televisiva per Adını Feriha Koydum

- Pantene Golden Butterfly Awards
  - 2012 – Migliore attore in un ruolo drammatico per Adını Feriha Koydum 
  - 2015 – Migliore attore per Medcezir
  - 2015 – Migliore interpretazione per Medcezir
  - 2017 – Candidatura al Migliore coppia con Bensu Soral per Içerde 
  - 2017 – Candidatura al Migliore attore per Içerde
  - 2019 – Candidatura al Migliore attore per The Protector

- Seoul International Drama Awards
  - 2014 – Candidatura al Migliore attore per Medcezir
  - 2014 – Candidatura al Migliore attore (Premio Silver Bird Excellence) per Medcezir

- Turkey Youth Awards
  - 2015 – Migliore attore per Medcezir
  - 2016 – Candidatura al Migliore attore televisivo per Medcezir
  - 2017 – Migliore attore per Delibal
  - 2017 – Candidatura al Migliore attore televisivo per Içerde
  - 2017 – Candidatura alla migliore pubblicità di un film per Colins

## Doppiatori italiani
Nelle versioni in italiano nelle opere in cui ha recitato, Çağatay Ulusoy è stato doppiato da:
- Stefano Crescentini in The Protector, Paper Lives, Kübra
- Andrea Moretti in Il sarto
- Andrea Mete in Un vero gentiluomo